# Grand Prix Australii 2015
Grand Prix Australii 2015 (oficjalnie 2015 Formula 1 Rolex Australian Grand Prix) – pierwsza eliminacja Mistrzostw Świata Formuły 1 w sezonie 2015. Grand Prix odbyło się w dniach 13–15 marca 2015 roku na torze Albert Park Circuit w Melbourne.

## Lista startowa
Źródło: Wyprzedź Mnie!
| Nr | Kierowca         | Zespół                        | Samochód               | Silnik                         | Opony |
| -- | ---------------- | ----------------------------- | ---------------------- | ------------------------------ | ----- |
| 3  | Daniel Ricciardo | Infiniti Red Bull Racing      | Red Bull RB11          | Renault Energy F1-2015 1.6T V6 | P     |
| 5  | Sebastian Vettel | Scuderia Ferrari              | Ferrari SF15-T         | Ferrari 059/4 1.6T V6          | P     |
| 6  | Nico Rosberg     | Mercedes AMG Petronas F1 Team | Mercedes F1 W06 Hybrid | Mercedes-Benz PU106B 1.6T V6   | P     |
| 7  | Kimi Räikkönen   | Scuderia Ferrari              | Ferrari SF15-T         | Ferrari 059/4 1.6T V6          | P     |
| 8  | Romain Grosjean  | Lotus F1 Team                 | Lotus E23 Hybrid       | Mercedes-Benz PU106B 1.6T V6   | P     |
| 9  | Marcus Ericsson  | Sauber F1 Team                | Sauber C34             | Ferrari 059/4 1.6T V6          | P     |
| 11 | Sergio Pérez     | Sahara Force India F1 Team    | Force India VJM08      | Mercedes-Benz PU106B 1.6T V6   | P     |
| 12 | Felipe Nasr      | Sauber F1 Team                | Sauber C34             | Ferrari 059/4 1.6T V6          | P     |
| 13 | Pastor Maldonado | Lotus F1 Team                 | Lotus E23 Hybrid       | Mercedes-Benz PU106B 1.6T V6   | P     |
| 19 | Felipe Massa     | Williams Martini Racing       | Williams FW37          | Mercedes-Benz PU106B 1.6T V6   | P     |
| 20 | Kevin Magnussen  | McLaren Mercedes              | McLaren MP4-30         | Honda RA615H 1.6T V6           | P     |
| 22 | Jenson Button    | McLaren Mercedes              | McLaren MP4-30         | Honda RA615H 1.6T V6           | P     |
| 26 | Daniił Kwiat     | Infiniti Red Bull Racing      | Red Bull RB11          | Renault Energy F1-2015 1.6T V6 | P     |
| 27 | Nico Hülkenberg  | Sahara Force India F1 Team    | Force India VJM08      | Mercedes-Benz PU106B 1.6T V6   | P     |
| 28 | Will Stevens     | Manor Marussia F1 Team        | Marussia MR03B         | Ferrari 059/3 1.6T V6          | P     |
| 33 | Max Verstappen   | Scuderia Toro Rosso           | Toro Rosso STR10       | Renault Energy F1-2015 1.6T V6 | P     |
| 44 | Lewis Hamilton   | Mercedes AMG Petronas F1 Team | Mercedes F1 W06 Hybrid | Mercedes-Benz PU106B 1.6T V6   | P     |
| 55 | Carlos Sainz Jr. | Scuderia Toro Rosso           | Toro Rosso STR10       | Renault Energy F1-2015 1.6T V6 | P     |
| 77 | Valtteri Bottas  | Williams Martini Racing       | Williams FW37          | Mercedes-Benz PU106B 1.6T V6   | P     |
| 98 | Roberto Merhi    | Manor Marussia F1 Team        | Marussia MR03B         | Ferrari 059/3 1.6T V6          | P     |
| Nr | Kierowca         | Zespół                        | Samochód               | Silnik                         | Opony |

## Wyniki

### Sesje treningowe
Źródło: Wyprzedź Mnie!
| Sesja | Nr | Kierowca       | Konstruktor | Czas     | Okr. |
| ----- | -- | -------------- | ----------- | -------- | ---- |
| 1     | 6  | Nico Rosberg   | Mercedes    | 1:29,557 | 19   |
| 2     | 6  | Nico Rosberg   | Mercedes    | 1:27,697 | 27   |
| 3     | 44 | Lewis Hamilton | Mercedes    | 1:27,867 | 11   |

### Kwalifikacje
Źródło: Wyprzedź Mnie!
| Poz. | Nr | Kierowca         | Konstruktor          | Q1       | Q2       | Q3       | Poz. s. |
| --- | --- | ---------------- | -------------------- | -------- | -------- | -------- | ------- |
| 1 | 44 | Lewis Hamilton   | Mercedes             | 1:28,586 | 1:26,894 | 1:26,327 | 1       |
| 2 | 6 | Nico Rosberg     | Mercedes             | 1:28,586 | 1:27,097 | 1:26,921 | 2       |
| 3 | 19 | Felipe Massa     | Williams–Mercedes    | 1:29,246 | 1:27,895 | 1:27,718 | 3       |
| 4 | 5 | Sebastian Vettel | Ferrari              | 1:29,307 | 1:27,742 | 1:27,757 | 4       |
| 5 | 7 | Kimi Räikkönen   | Ferrari              | 1:29,754 | 1:27,807 | 1:27,790 | 5       |
| 6 | 77 | Valtteri Bottas  | Williams–Mercedes    | 1:29,641 | 1:27,796 | 1:28,087 | 6       |
| 7 | 3 | Daniel Ricciardo | Red Bull–Renault     | 1:29,788 | 1:28,679 | 1:28,329 | 7       |
| 8 | 55 | Carlos Sainz Jr. | Toro Rosso–Renault   | 1:29,597 | 1:28,601 | 1:28,510 | 8       |
| 9 | 8 | Romain Grosjean  | Lotus–Mercedes       | 1:29,537 | 1:28,589 | 1:28,560 | 9       |
| 10 | 13 | Pastor Maldonado | Lotus–Mercedes       | 1:29,847 | 1:28,726 | 1:29,480 | 10      |
| 11 | 12 | Felipe Nasr      | Sauber–Ferrari       | 1:30,430 | 1:28,800 | –        | 11      |
| 12 | 33 | Max Verstappen   | Toro Rosso–Renault   | 1:29,248 | 1:28,868 | –        | 12      |
| 13 | 26 | Daniił Kwiat     | Red Bull–Renault     | 1:30,402 | 1:29,070 | –        | NW      |
| 14 | 27 | Nico Hülkenberg  | Force India–Mercedes | 1:29,651 | 1:29,208 | –        | 14      |
| 15 | 11 | Sergio Pérez     | Force India–Mercedes | 1:29,990 | 1:29,209 | –        | 15      |
| 16 | 9 | Marcus Ericsson  | Sauber–Ferrari       | 1:31,376 | –        | –        | 16      |
| 17 | 22 | Jenson Button    | McLaren–Honda        | 1:31,422 | –        | –        | 17      |
| 18 | 20 | Kevin Magnussen  | McLaren–Honda        | 1:32,037 | –        | –        | NW      |
| | 26 | Will Stevens     | Marussia–Ferrari     | –        | –        | –        | NW      |
| | 98 | Roberto Merhi    | Marussia–Ferrari     | –        | –        | –        | NW      |
| Poz. | Nr | Kierowca         | Konstruktor          | Q1       | Q2       | Q3       | Poz. s. |
| \| Legenda \| Legenda \| \| ------------------------ \| ---------------------------------------------------------------------------------------------------------------------------------------------------------------------------------------------------------------------------------------------------------------- \| \| Poz. Nr Q1 Q2 Q3 Poz. s. \| Pozycja zajęta w sesji kwalifikacyjnej Numer startowy kierowcy Wynik uzyskany w pierwszej części kwalifikacji Wynik uzyskany w drugiej części kwalifikacji Wynik uzyskany w trzeciej części kwalifikacji Pozycja startowa po uwzględnięniu kar, przesunięć, itp. \| | |                  |                      |          |          |          |         |
| Legenda | |                  |                      |          |          |          |         |
| Poz. Nr Q1 Q2 Q3 Poz. s. | Pozycja zajęta w sesji kwalifikacyjnej Numer startowy kierowcy Wynik uzyskany w pierwszej części kwalifikacji Wynik uzyskany w drugiej części kwalifikacji Wynik uzyskany w trzeciej części kwalifikacji Pozycja startowa po uwzględnięniu kar, przesunięć, itp. |                  |                      |          |          |          |         |

### Wyścig

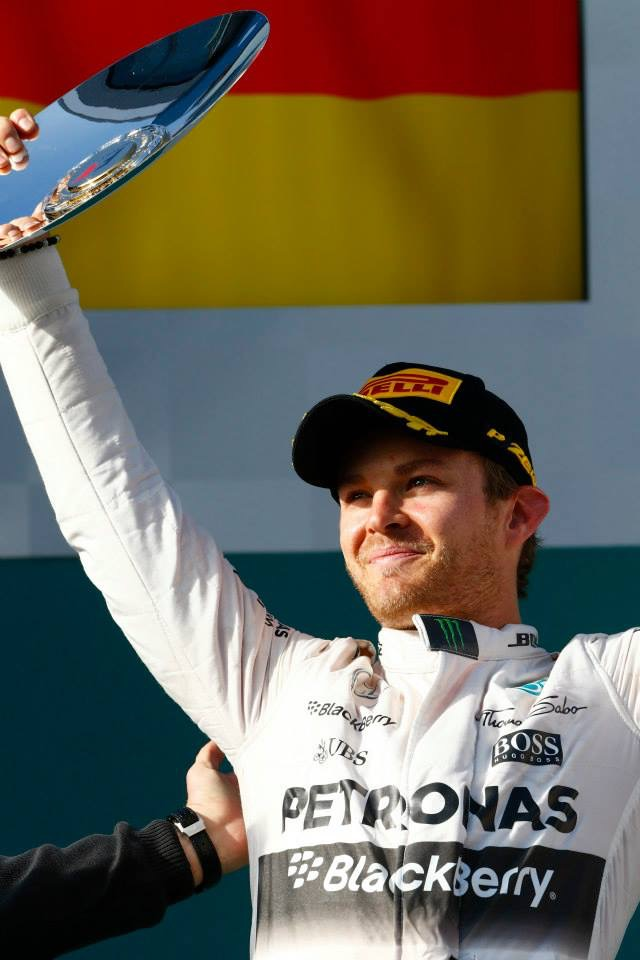
Nico Rosberg na podium po wyścigu

Źródło: Wyprzedź Mnie!
| P                                                     | + / –     | Nr | Kierowca         | Konstruktor          | Okr. | Czas / Strata | Komentarz                |
| ----------------------------------------------------- | --------- | -- | ---------------- | -------------------- | ---- | ------------- | ------------------------ |
| 1                                                     | Bez zmian | 44 | Lewis Hamilton   | Mercedes             | 58   | 1h31m54,067   |                          |
| 2                                                     | Bez zmian | 6  | Nico Rosberg     | Mercedes             | 58   | +0:02,360     |                          |
| 3                                                     | 1         | 5  | Sebastian Vettel | Ferrari              | 58   | +0:25,523     |                          |
| 4                                                     | 1         | 19 | Felipe Massa     | Williams–Mercedes    | 58   | +0:29,196     |                          |
| 5                                                     | 6         | 12 | Felipe Nasr      | Sauber–Ferrari       | 58   | +1:26,149     |                          |
| 6                                                     | 1         | 3  | Daniel Ricciardo | Red Bull–Renault     | 57   | +1 okr.       |                          |
| 7                                                     | 7         | 27 | Nico Hülkenberg  | Force India–Mercedes | 57   | +1 okr.       |                          |
| 8                                                     | 8         | 9  | Marcus Ericsson  | Sauber–Ferrari       | 57   | +1 okr.       |                          |
| 9                                                     | 1         | 55 | Carlos Sainz Jr. | Toro Rosso–Renault   | 57   | +1 okr.       |                          |
| 10                                                    | 5         | 11 | Sergio Pérez     | Force India–Mercedes | 57   | +1 okr.       |                          |
| 11                                                    | 6         | 22 | Jenson Button    | McLaren–Honda        | 56   | +2 okr.       |                          |
| Niesklasyfikowani                                     |           |    |                  |                      |      |               |                          |
|                                                       |           | 7  | Kimi Räikkönen   | Ferrari              | 49   | +9 okr.       | niedokręcone koło        |
|                                                       |           | 33 | Max Verstappen   | Toro Rosso–Renault   | 32   | +26 okr.      | silnik                   |
|                                                       |           | 8  | Romain Grosjean  | Lotus–Mercedes       | 0    | +58 okr.      | usterka techniczna       |
|                                                       |           | 13 | Pastor Maldonado | Lotus–Mercedes       | 0    | +58 okr.      | kolizja z Nasrem/wypadek |
| Nie wystartowali / niedopuszczeni do ponownego startu |           |    |                  |                      |      |               |                          |
|                                                       |           | 26 | Daniił Kwiat     | Red Bull–Renault     |      |               | skrzynia biegów          |
|                                                       |           | 20 | Kevin Magnussen  | McLaren–Honda        |      |               | silnik                   |
|                                                       |           | 77 | Valtteri Bottas  | Williams–Mercedes    |      |               | kontuzja pleców          |
| Niezakwalifikowani                                    |           |    |                  |                      |      |               |                          |
|                                                       |           | 28 | Will Stevens     | Marussia–Ferrari     |      |               |                          |
|                                                       |           | 98 | Roberto Merhi    | Marussia–Ferrari     |      |               |                          |
| P                                                     | + / –     | Nr | Kierowca         | Konstruktor          | Okr. | Czas / Strata | Komentarz                |

### Najszybsze okrążenie
Źródło: Wyprzedź Mnie!
| Nr | Kierowca       | Konstruktor | Czas     | Okr. |
| -- | -------------- | ----------- | -------- | ---- |
| 44 | Lewis Hamilton | Mercedes    | 1:30,945 | 50   |

## Prowadzenie w wyścigu
Źródło: Racing–Reference.info
| Nr                              | Kierowca       | Okrążenia   | Suma |
| ------------------------------- | -------------- | ----------- | ---- |
| 44                              | Lewis Hamilton | 1–24, 26-58 | 56   |
| 6                               | Nico Rosberg   | 24-26       | 2    |
| \| Wykres \| \| ------ \| \| \| |                |             |      |
| Wykres                          |                |             |      |
|                                 |                |             |      |

## Klasyfikacja po zakończeniu wyścigu

### Kierowcy
| P                 | +/− | Kierowca         | Starty | Punkty | P1 | P2 | P3 | PP | NO | NS |
| ----------------- | --- | ---------------- | ------ | ------ | -- | -- | -- | -- | -- | -- |
| 1                 | N   | Lewis Hamilton   | 1      | 25     | 1  | –  | –  | 1  | 1  | –  |
| 2                 | N   | Nico Rosberg     | 1      | 18     | –  | 1  | –  | –  | –  | –  |
| 3                 | N   | Sebastian Vettel | 1      | 15     | –  | –  | 1  | –  | –  | –  |
| 4                 | N   | Felipe Massa     | 1      | 12     | –  | –  | –  | –  | –  | –  |
| 5                 | N   | Felipe Nasr      | 1      | 10     | –  | –  | –  | –  | –  | –  |
| 6                 | N   | Daniel Ricciardo | 1      | 8      | –  | –  | –  | –  | –  | –  |
| 7                 | N   | Nico Hülkenberg  | 1      | 6      | –  | –  | –  | –  | –  | –  |
| 8                 | N   | Marcus Ericsson  | 1      | 4      | –  | –  | –  | –  | –  | –  |
| 9                 | N   | Carlos Sainz Jr. | 1      | 2      | –  | –  | –  | –  | –  | –  |
| 10                | N   | Sergio Pérez     | 1      | 1      | –  | –  | –  | –  | –  | –  |
| 11                | N   | Jenson Button    | 1      | 0      | –  | –  | –  | –  | –  | –  |
| Niesklasyfikowani |     |                  |        |        |    |    |    |    |    |    |
|                   |     | Kimi Räikkönen   | 1      | –      | –  | –  | –  | –  | –  | 1  |
|                   |     | Max Verstappen   | 1      | –      | –  | –  | –  | –  | –  | 1  |
|                   |     | Romain Grosjean  | 1      | –      | –  | –  | –  | –  | –  | 1  |
|                   |     | Pastor Maldonado | 1      | –      | –  | –  | –  | –  | –  | 1  |
|                   |     | Daniił Kwiat     | –      | –      | –  | –  | –  | –  | –  | –  |
|                   |     | Kevin Magnussen  | –      | –      | –  | –  | –  | –  | –  | –  |
|                   |     | Valtteri Bottas  | –      | –      | –  | –  | –  | –  | –  | –  |
|                   |     | Will Stevens     | –      | –      | –  | –  | –  | –  | –  | –  |
|                   |     | Roberto Merhi    | –      | –      | –  | –  | –  | –  | –  | –  |
| P                 | +/− | Kierowca         | Starty | Punkty | P1 | P2 | P3 | PP | NO | NS |

### Konstruktorzy
| P                 | +/− | Konstruktor             | Starty | Punkty | P1 | P2 | P3 | PP | NO | NS |
| ----------------- | --- | ----------------------- | ------ | ------ | -- | -- | -- | -- | -- | -- |
| 1                 | N   | Mercedes                | 2      | 43     | 1  | 1  | –  | 1  | 1  | –  |
| 2                 | N   | Ferrari                 | 2      | 15     | –  | –  | 1  | –  | –  | 1  |
| 3                 | N   | Sauber Ferrari          | 2      | 14     | –  | –  | –  | –  | –  | –  |
| 4                 | N   | Williams Mercedes       | 1      | 12     | –  | –  | –  | –  | –  | –  |
| 5                 | N   | Red Bull Racing Renault | 2      | 8      | –  | –  | –  | –  | –  | 1  |
| 6                 | N   | Force India Mercedes    | 2      | 7      | –  | –  | –  | –  | –  | –  |
| 7                 | N   | STR Renault             | 2      | 2      | –  | –  | –  | –  | –  | 1  |
| 8                 | N   | McLaren Honda           | 1      | 0      | –  | –  | –  | –  | –  | –  |
| Niesklasyfikowani |     |                         |        |        |    |    |    |    |    |    |
|                   |     | Lotus Mercedes          | 2      | –      | –  | –  | –  | –  | –  | 2  |
|                   |     | Marussia Ferrari        | –      | –      | –  | –  | –  | –  | –  | –  |
| P                 | +/− | Konstruktor             | Starty | Punkty | P1 | P2 | P3 | PP | NO | NS |